# BCS East-West Interlink
BCS East-West Interlink er et undersøisk datakommunikationskabel i Østersøen mellem Šventoji i Litauen og Katthammarsvik på østkysten af den svenske ø Gotland. Kablet ejes af det svenske teleselskab Arelion.  Det er 218 km langt og var i drift fra november 1997 til 18. november 2024.

## Historie
Søkablet blev bygget i 1997 af Alcatel. Teleselskabet Telia Lithuania meddelte den 18. november 2024, at søkablet mellem Litauen og Sverige var blevet ødelagt søndag formiddag omkring kl. 10 lokal tid. På omkring samme tidspunkt blev søkablet C-Lion1 til datakommunikation mellem Finland og Tyskland også ødelagt i samme område af Østersøen.